# Grästjärnen (Voxna socken, Hälsingland)
Grästjärnen är en sjö i Ovanåkers kommun i Hälsingland och ingår i Ljusnans huvudavrinningsområde.